# Solariella crossata
Solariella crossata är en snäckart som först beskrevs av Dall 1927.  Solariella crossata ingår i släktet Solariella och familjen pärlemorsnäckor. Inga underarter finns listade i Catalogue of Life.